# Кальканьини, Карло Леопольдо
Карло Леопольдо Кальканьини (итал. Carlo Leopoldo Calcagnini; 19 февраля 1679, Равенна, Папская область — 27 августа 1746, Рим, Папская область) — итальянский куриальный кардинал. Декан Трибунала Священной Римской Роты с 1 сентября 1734 по 9 сентября 1743. Кардинал-священник с 9 сентября 1743, с титулом церкви Санта-Мария-ин-Арачели с 23 сентября 1743. 